# Aston Martin One-77
Aston Martin One-77 är en sportbil, tillverkad av den brittiska biltillverkaren Aston Martin sedan 2010.
Bilen visades första gången på bilsalongen i Paris 2008. Produktionen är begränsad till 77 exemplar och leveranserna startade i början av 2011 och fortsatte och avslutades under 2012 till ett pris runt 14 miljoner kronor.
Motorn är en förstorad version av företagets V12:a, byggd av Cosworth och försedd med torrsumpsmörjning. Den är monterad mellan framaxeln och passagerarutrymmet. Växellådan är en förstärkt sexväxlad dubbelkopplingslåda hämtad från DBS-modellen. Bilen har ett chassi i kolfibermonocoque, med karossen byggd i aluminium.

## Tekniska data
|                             | Aston Martin One-77                                                   |
| --------------------------- | --------------------------------------------------------------------- |
| Motor:                      | 12-cylindrig 60° V-motor                                              |
| Cylindervolym:              | 7,3 liter                                                             |
| Max effekt vid varvtal:     | 750 hk (559 kW)/–                                                     |
| Max vridmoment vid varvtal: | 750 Nm (553 lb feet)/–                                                |
| Ventilstyrning:             | Dubbla överliggande kamaxlar per cylinderrad, 4 ventiler per cylinder |
| Bränslesystem:              | Bränsleinsprutning                                                    |
| Växellåda:                  | 6-växlad växellåda med dubbelkoppling, transaxel                      |
| Bromsar:                    | Keramiska skivbromsar                                                 |
| Hjulupphängning:            | Dubbla tvärlänkar, horisontellt liggande skruvfjädrar och stötdämpare |
| Chassi & kaross:            | Kolfiberchassi med handbyggd aluminiumkaross                          |
| Däck:                       | Fram: 255/35 ZR20, bak: 335/30 ZR20                                   |
| Torrvikt:                   | 1630 kg                                                               |
| Acceleration 0 – 100 km/h:  | Ca 3,5 s                                                              |
| Toppfart:                   | över 350 km/h                                                         |

## Bilder

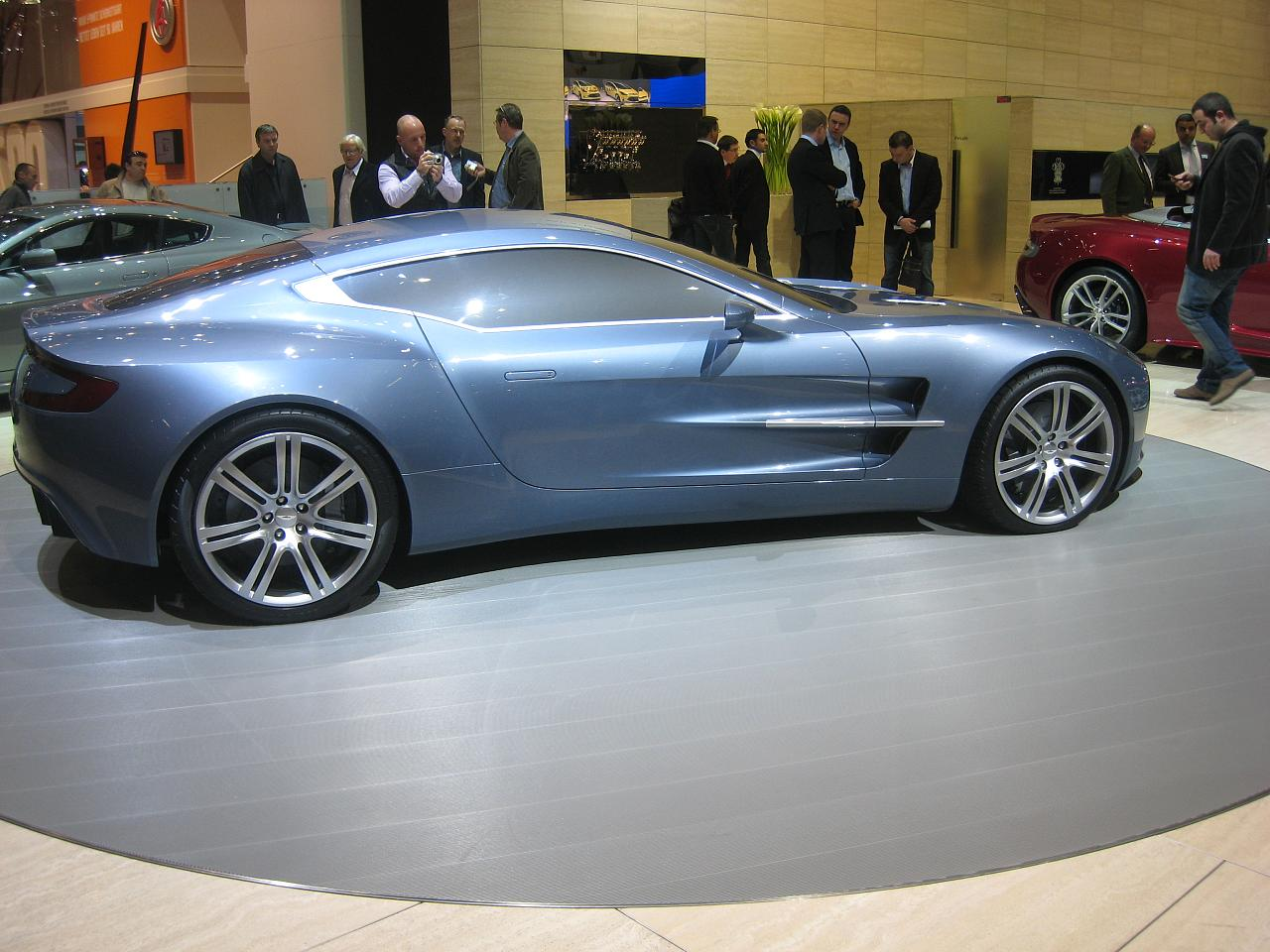
Aston Martin One-77 från långsidan av bilen.
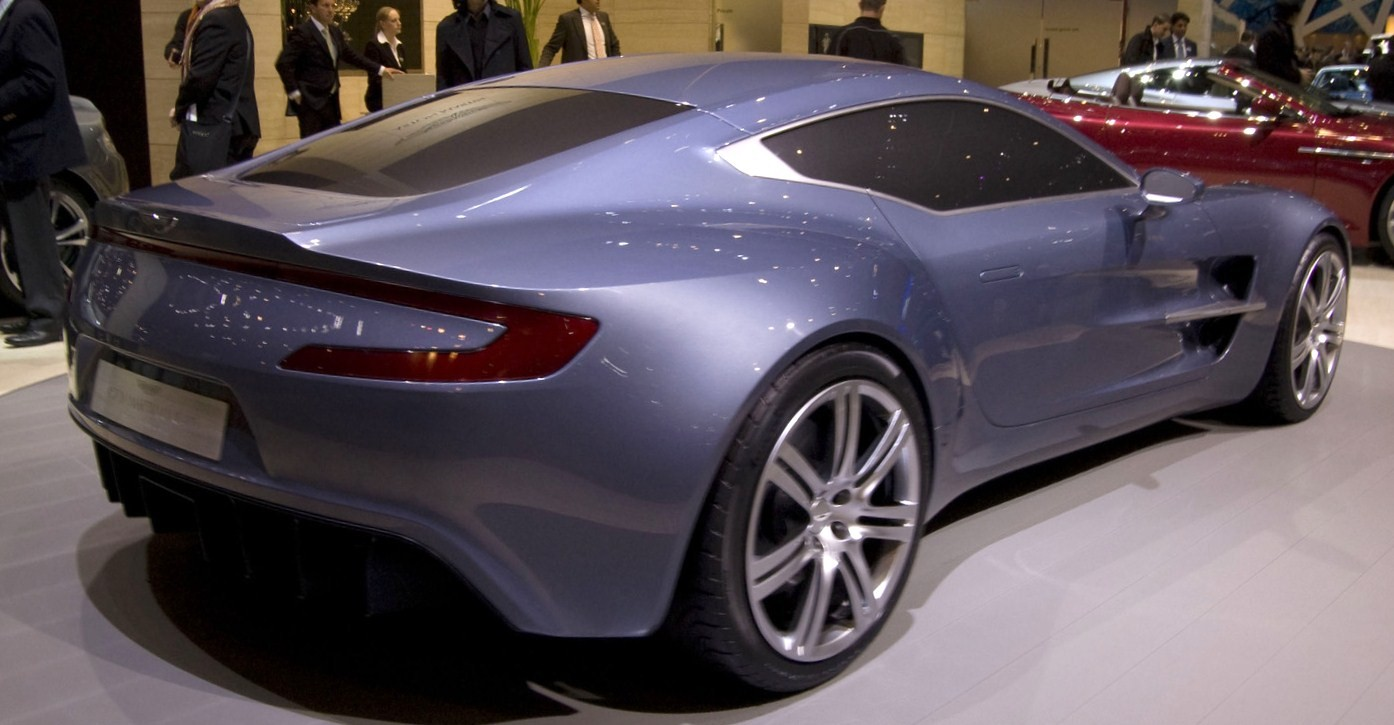
Aston Martin One-77 snett bakifrån